# Астапов Олександр Сергійович
Астапов Олександр Сергійович (* 6 червня 1953, м. Київ, Українська РСР, СРСР) — радянський російський командир підводного флоту. Герой Росії (1996).

## Життєпис
Народився 6 червня 1953 року в місті Києві. Закінчив середню школу.
У Військово-Морському Флоті з 1971 року. У 1976 році закінчив Чорноморське вище військово-морське училище імені Н. С. Нахімова.
Після закінчення училища Астапов був направлений на Червонопрапорний Тихоокеанський флот. Службу проходив на атомних підводних човнах інженером БЧ-2 підводного човна «К-48» (10.1976 — 8.1980), потім помічником командира підводного човна «К-108» (8.1980 — 11.1983) і старшим помічником командира підводних човнів «К-48» (11.1983 — 10.1986), «К-108» (11.1987- 4.1990). У складі екіпажів підводних човнів неодноразово брав участь у тривалих походах на бойову службу.
У 1987 році Астапов закінчив Вищі спеціальні офіцерські класи ВМФ і в квітні 1990 року був призначений командиром атомного підводного крейсера «Орел», а в липні 1993 року — «Омськ».
У грудні 1993 року підводний човен був переведений з Северодвінську в одну з баз Червонопрапорного Північного флоту, де екіпаж під керівництвом Астапова приступив до підготовки до переходу на Червонопрапорний Тихоокеанський флот під льодами Арктики.
У серпні — вересні 1994 року атомний підводний човен «Омськ» під командуванням Астапова в складних гідрометеорологічних і льодових умовах здійснив перехід і увійшов до складу одного зі з'єднань підводних човнів, що базувалися на Камчатці. Старшим на борту був контр-адмірал І. М. Козлов. Високий рівень професійної підготовки командира, всебічне знання корабля, здатність швидко і грамотно оцінити обстановку, його вольові якості забезпечили успіх переходу.
Указом Президента Російської Федерації від 23 липня 1996 року за мужність і героїзм, проявлені при виконанні спеціального завдання в умовах, пов'язаних з ризиком для життя, йому було присвоєно звання Героя Російської Федерації з врученням медалі «Золота Зірка».
З серпня 1996 року до березня 2002 року був А. С. Астапов року начальником відділу групи Підготовки підводних човнів управління бойової підготовки ВМФ РФ.
З березня 2002 року А. С. Астапов в запасі. В даний час — перший віце-президент Регіонального громадського фонду підтримки Героїв Радянського Союзу та Російської Федерації.

## Нагороди
Нагороджений орденом Мужності (2001 рік), медалями.